# Le Nom des gens
Le Nom des gens è un film del 2010 diretto da Michel Leclerc.